# 吕集义
吕集义（1909年—1979年），男，广西陆川人，中国学者、政治人物，中国国民党革命委员会中央委员会委员兼副秘书长，国务院参事，政协第一届全体会议候补代表，第三、四、五届全国政协委员。